# Hinrichtungen in Same Ende Januar 1976
Bei den Hinrichtungen in Same Ende Januar 1976 wurden etwa 38 Gefangene durch die FRETILIN im osttimoresischen Same ermordet. Es ist eines der größten Kriegsverbrechen, die von der Partei begangen wurden, die im Vorjahr einseitig die Unabhängigkeit von Portugal ausgerufen hatte und gegen die Indonesische Invasion des Landes kämpfte. Bei den Gefangenen handelte es sich um Mitglieder der União Democrática Timorense (UDT) und der Associação Popular Democrática Timorense (APODETI), die im Bürgerkrieg 1975 gefangen genommen worden waren.

## Geschehnisse
Am 7. Dezember hatte Indonesien mit dem Angriff auf die Landeshauptstadt Dili offen mit der Invasion Osttimors begonnen. Die FRETILIN hatte zunächst ihre Gefangenen nach Maubisse gebracht. Als auch hier die Lage gefährlich wurde, transferierte man die verbliebenen 300 bis 400 Gefangenen am 29. Dezember nach Same im südlichen Distrikt Manufahi. Die Gefangenen wurden dabei gezwungen, auf dem Marsch Munitionskisten zu tragen. Am 30. Dezember trafen sie in Same ein. Am 2. Januar wurden die Gefangenen in Gruppen eingeteilt. Als Grundlage diente die eingeschätzte Bedrohung, die von den jeweiligen Gefangenen ausging. Augenzeugen glauben aber, dass die Kämpfer der Forças Armadas de Libertação Nacional de Timor-Leste (FALINTIL, der bewaffnete Arm der FRETILIN), die die Aufteilung durchführten, ihre Gefangenen nicht gut genug kannten, um eine realistische Einschätzung vorzunehmen. Zu der Gruppe der „Gefährlichsten“ (portugiesisch perigosissimo) gehörte José Fernando Osório Soares, Generalsekretär der APODETI und älterer Bruder von José Abílio Osório Soares. Sie kamen in eine unterirdische Zelle im Büro des Administrators des Postos Same. Als weniger bedrohlich Eingestufte kamen unter anderem in das Gebäude der Grundschule von Same.
Ende Januar landeten indonesische Truppen in Betano, dem Hafen an der Timorsee, südlich von Same. Sie rückten nun nach Norden in Richtung Same und Ainaro vor.
Am 27. Januar brachte man die Gefangenen aus dem Büro des Administrators zunächst nach Holarua in das Haus von Major Lorenço, einem UDT-Führer, der bereits einen Monat zuvor in Maubisse ermordet worden war. In derselben Nacht kam Carlos César Correia Lebre (auch bekannt als César Mau Laka), Mitglied im Zentralkomitee der FRETILIN (CCF), nach Holarua. Ihm war die Verantwortung für die Gefangenen übertragen worden. Er befahl, acht Gefangene hinauszuführen, angeblich für Untersuchungen. Neben José Fernando Osório Soares gehörten zu ihnen seine Verwandten Domingos Osório Soares und Arlindo Osório Soares, Mário Zores, Monis da Maia, Saidi Musa, Manuel Jacinto und Peter Mu (auch bekannt als Peter Vong).
Die Gefangenen wurden mit verbundenen Augen in ein Fahrzeug gesteckt und man brachte sie zu einem Ort, der Hat Nipah heißt. Einer nach dem anderen wurde aus dem Fahrzeug gebracht und dann erschossen. Monis da Maia wurde durch den Schuss zwar am Hinterkopf verletzt, aber die Wunde war nur oberflächlich. Er kroch in ein Versteck und konnte bei Verwandten in Same Unterschlupf finden. Mário Zores hatte seine Hinrichtung zunächst auch überlebt. Am nächsten Tag kam er aus seinem Versteck und wollte in Nähe des Hauses von Major Lorenço nach etwas zu essen suchen. Ein Mann überraschte ihn, als Zores gerade etwas Mais am Dorfbrunnen aß. Ein anderer Mann warf einen Speer, der Zores im Magen traf. Da er noch nicht tot war, wurde er von einem weiteren Mann erschossen.
In der folgenden Nacht wurden 34 Gefangene unter der Führung von Lebre von FALINTIL-Kämpfern wieder nach Same zurückgebracht und zu den zehn Gefangenen in der Grundschule gesperrt. Am Morgen des 29. Januars wurden die elf Gefangenen João Pereira, Nicolau dos Santos, José Tilman, Miguel Pereira, Mateus de Araújo, Alfonso de Araújo, José Miquita, Lebeak Lobato, Paulo Pereira, João Pereira und Lino Cowboy aus der Grundschule auf einen Wagen geführt, angeblich für eine öffentliche Anhörung. Die Gefangenen hatten aber Angst, hingerichtet zu werden, und als sich das Seil löste, mit dem sie zusammengebunden waren, versuchten sie zu fliehen und sprangen vom Fahrzeug. Lino Cowboy stolperte und wurde erschossen. Paul Pereira wurde ebenfalls beim Fluchtversuch getötet. Die anderen entkamen.
Lebre geriet wegen der Flucht der Gefangenen in Zorn und stürmte ins Schulgebäude. Er forderte die verbliebenen Gefangenen auf, sich in einer Reihe aufzustellen, und erklärte:

„Eure Freunde, die vor Gericht gestellt werden sollten, sind geflohen. Sie sind zu den Indonesiern gerannt, die jetzt kommen und uns töten werden. Und jetzt betet alle!“

Bevor die Männer mit dem Gebet fertig waren, begannen sechs FRETILIN-Mitglieder zu schießen. Nachdem ihnen die Munition ausgegangen war, verließen sie den Raum und warfen eine Handgranate hinein. João da Costa überlebte das Massaker und konnte später der Empfangs-, Wahrheits- und Versöhnungskommission von Osttimor (CAVR) davon berichten. Neben ihm überlebten noch drei weitere Männer, die aus dem Fenster sprangen: Filipe Antonio de Aquino Caldas, Bento dos Reis Fernandes und Nazario Corte-Real. Es ist nicht klar, ob Letzterer mit dem späteren Milizenführer Nazario Corte-Real identisch ist.
Die Hinrichtungen hatten ein Ende, als eine Gruppe von FALINTIL-Kommandanten, die aus den östlichen Distrikten stammten, in Same eintraf. Sie hatten erfahren, dass Nicolau dos Reis Lobato, der Premierminister der FRETILIN-Regierung, die Hinrichtung von José Fernando Osório Soares und anderen APODETI-Führern angeordnet habe. Zu der Gruppe gehörten Mauk Moruk (Paulino Gama), Ologari, Antonio Pinto (Kalohan), Moises Quina, Joaquim Ossu, Albino Gusmão, Julio Nicolau und ein Sergeant namens Guido. Sie forderten, das Morden sofort einzustellen, weil es falsch sei, dass die FRETILIN ihre osttimoresischen Landsleute tötete. Der Streit zwischen den FRETILIN-Anhängern eskalierte fast zu einer Schießerei, die nur knapp verhindert werden konnte. Als die FALINTIL-Kommandeure Same wieder verließen, nahmen sie eine Gruppe von Gefangenen mit, die aus dem Osten des Landes stammten.
Einer der vom Lastwagen Geflohenen fand Zuflucht bei Raul Isaac, einem FALINTIL-Kommandeur in Same. Dieser brachte ihn direkt zu Nicolau Lobato und erklärte: „Dieser Kerl [ist] bei mir, ich möchte nicht, dass ihn jemand anfasst.“ Der Gefangene blieb verschont.
Kurze Zeit darauf befahl das CCF die Freilassung aller UDT-Gefangenen. Einige APODETI-Mitglieder blieben aber in Gefangenschaft. Die ehemaligen Gefangenen schlossen sich zum Teil der Bevölkerung in den Widerstandszentren gegen die Indonesier an, einige begannen, aktiv am Widerstandskampf gegen die Invasoren teilzunehmen. Andere gingen in die bereits von Indonesien kontrollierten Gebiete. Wer im Machtbereich der FRETILIN blieb, musste aber mit Verdächtigungen leben und wurde manchmal Ziel von Menschenrechtsverletzungen. Es kam auch zu Morden.

## Verantwortung
Neben Carlos César Correia Lebre wird auch anderen Parteimitgliedern eine Mitverantwortung an den Morden gegeben. Neben Nicolau Lobato sind dies Lito Gusmão, Hamis Bassarewan (Hata), Alarico Fernandes und Kanusa Bino und die lokalen FRETILIN-Führer Pedro Corte-Real, Adriano Corte-Real und António Cepeda.